# 九典聯合建築師事務所
九典聯合建築師事務所（ Bio-architecture Formosana ）由張清華建築師事務所（1991年成立）與郭英釗建築師事務所（1995年成立）於1999年更名成立聯合執業。

## 代表作品
- 臺北市立圖書館北投分館（2003）
- 臺北市立圖書館石牌分館（2002）
- 台北花博新生三館（2008）
- 那瑪夏區民權國小重建案（2010）
- 國立清華大學綠色低碳能源教學研究大樓（2011）
- 臺鐵苗栗車站（2013）
- 臺北市立圖書館太陽圖書館暨節能展示館（2011）
- 國立中央大學人文社會科學大樓（2009）
- 淡水藝術工坊（2007）
- 中臺灣創新園區（2010）
- 嘉義產業創新研發中心（2009）
- 台江國家公園台江學園（2012）
- 淡水滬尾藝文休閒園區（2013）
- 台南沙崙智慧綠能科學城綠能科技聯合研究中心（2017）
- 台糖沙崙智慧綠能循環住宅園區（2017）[3]
- 台南，國家圖書館南部分館暨國家聯合典藏中心 (規劃中)[4]
- 台北，新南門市場 (興建中)
- 大明高中潭子藝術校區

## 外部連結
- 向大樹學建築，九典聯合建築師事務所的綠色實踐
- “绿建筑”设计探索——台湾九典联合建筑师事务所设计实践（页面存档备份，存于）